# Heron von Alexandria

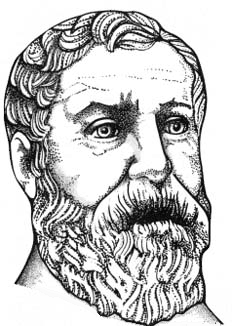
Phantasiedarstellung Herons in einer deutschen Ausgabe der Pneumatika von 1688

Heron von Alexandria (altgriechisch Ἥρων Hḗrōn, genannt Mechanicus [ὁ μηχανικός ho mēchanikós]; † nach 62) war ein griechischer Mathematiker und Ingenieur. Er lehrte am Museion von Alexandria, dessen Bibliothek berühmt war.

## Werke

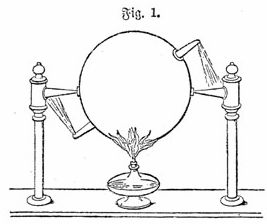
Heronsball

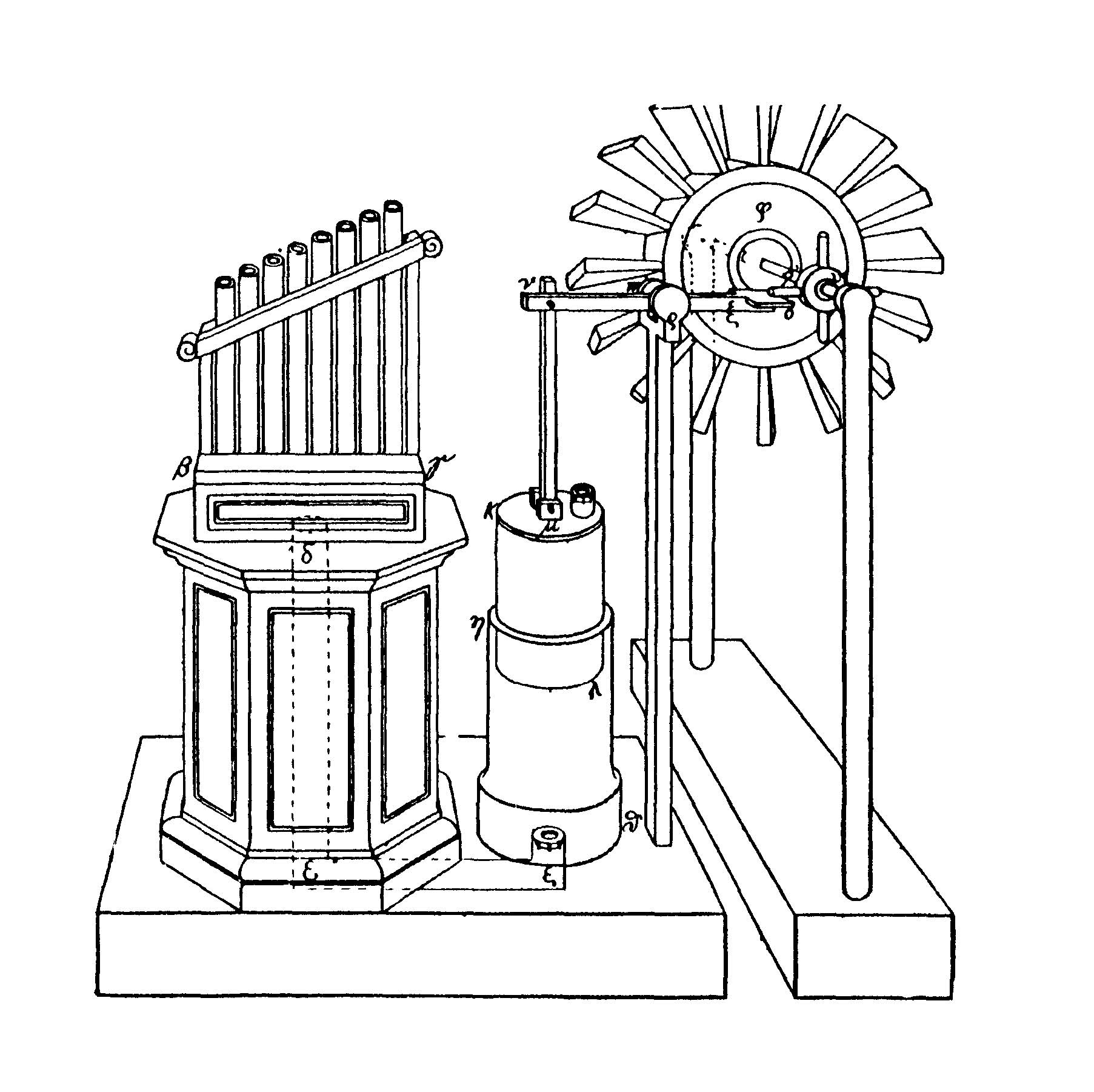
Herons windgetriebene Orgel (Rekonstruktion)

Herons Werke sind teilweise nur fragmentarisch überliefert. Offenbar handelt es sich zum Teil um Vorlesungsnotizen. Von den unter seinem Namen überlieferte mathematischen Schriften lassen sich nur Definitiones und Metrika direkt auf ihn zurückführen. Die anderen sind vom Charakter her nach J. L. Heiberg eher byzantinische Schulbücher, bei denen schwer zu sagen ist, was von Heron stammt und was nicht. Die technischen Werke sind dagegen außer Cheirobalistra von Heron verfasst. Folgende Werke sind unter seinem Namen erhalten: Dioptra („Buch der Optik“); Automata („Buch der Maschinen“); Pneumatika („Buch der Pneumatik und Hydraulik“); Belopoeika („Buch der Projektile“); Metrika („Buch der Messung“), Catoptrica („Buch der Spiegel“), Barulkos (eine Abhandlung in der Mechanik und Dioptrik von Heron, die dem Heben eines großen Gewichts durch einen einzelnen Mann gewidmet ist, das Verfahren fand aber in der Antike keine Anwendung), Cheirobalistra, Definitiones, Geometrica, De mensuris, Stereometrica. Sie beschäftigen sich unter anderem mit mathematischen, optischen und mechanischen Themen. Bekannt sind vor allem seine Ausführungen zu automatischen, teilweise sogar schon programmierbaren Geräten und zur Ausnutzung von Wasser, Luft und Hitze als treibende Kraft. Hier sind insbesondere die Erfindung des Heronsballs und der Heronsbrunnen zu nennen.
Früher, als seine Mechanik und Metrika noch nicht bekannt waren, wurde Heron vor allem wegen seines Hauptwerks Pneumatika als reiner Techniker ohne großen theoretischen Hintergrund gesehen; so von Heiberg. Hermann Diels nannte ihn einen reinen Banausen. Das änderte sich, nachdem die Mechanik in einem arabischen Manuskript entdeckt wurde (1893 in französischer, 1900 in deutscher Übersetzung veröffentlicht), die auch einen theoretischen Teil beinhaltete und viel strukturierter war als die Pneumatik, und ein Manuskript der Metrika in ihrer ursprünglichen Form zeigte, dass er mathematisch auf der Höhe seiner Zeit war. Seine Dioptrik zeigte auch, dass er sich in Astronomie auskannte. Die Mechanik folgt im theoretischen Teil weitgehend Archimedes, zum Beispiel in der Theorie der Schwerpunkte.
Außerdem sind das Heron-Verfahren zum Berechnen der Quadratwurzel sowie der Satz des Heron bekannt, der es erlaubt, den Flächeninhalt eines Dreiecks nur mit Kenntnis der Länge der drei Seiten zu berechnen, ohne Winkel oder andere Teile des Dreiecks zu kennen. In der Abhandlung Metrika liefert der Gelehrte den Beweis zur später nach ihm benannten Heronschen Formel. Auch die Bezeichnung Heronisches Dreieck erinnert an den antiken Mathematiker.

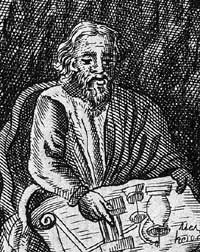
Phantasiebildnis Herons von Alexandria auf einem Stich von 1688

In der Dioptra beschreibt er Geräte zur Feldmessung. Die Dioptra selbst ist ein Instrument, das die Funktion des heutigen Theodolits erfüllte. Für größere Strecken auf Straßen benutzt er wie schon Archimedes ein Hodometer. Er kritisiert die Groma. Für Distanzen über Meere hinweg empfiehlt er astronomische Verfahren wie die Beobachtung von Mondfinsternissen. Die Katoptrik wurde früher Ptolemäus zugeschrieben und ist nur in Latein erhalten. Sie handelt von Spiegeln.
In seinem Werk Automata erklärt er die Anfertigung und Benutzung seiner Entwürfe. Als Automat Nr. 37 etwa sind Tempeltüren beschrieben, die sich automatisch öffnen sollten, wenn auf einem Altar ein Feuer entzündet wurde. Neben Musikmaschinen entwickelte er sogar automatische Theater mit für die damalige Zeit sensationellen Spezialeffekten.
Zu seinen Erfindungen zählt auch die in seinem Werk Pneumatika beschriebene Konstruktion eines Weihwasserautomaten, der als ältester Verkaufsautomat der Welt gilt. Dabei lag eine Holzscheibe auf der Wasseroberfläche des Weihwassers. Sobald eine Münze eingeworfen wurde, drückte deren Gewicht das geweihte Nass durch ein Metallrohr nach oben, das vom Gläubigen in Empfang genommen werden konnte. Beschrieben werden neben vielen spielerischen Geräten auch eine Wasserorgel und eine Feuerlöschpumpe. Die Pneumatika sind sein umfangreichstes Werk, es ist aber nicht vollständig ausgearbeitet, sondern besteht teilweise nur aus Notizen. In der Einleitung wird das Vakuum behandelt – mit der Lehre des horror vacui – und Luft- und Wasserdruck. Es war das meistgelesene Werk von Heron im Mittelalter und in der frühen Neuzeit mit über 100 erhaltenen Manuskripten.
Mit der Aeolipile (Heronsball) entwarf Heron die erste bekannte und dokumentierte Wärmekraftmaschine der Geschichte. Sie wurde jedoch nicht als solche verstanden und genutzt, sondern galt als Kuriosum. Erst rund anderthalb Jahrtausende später wurden in Frankreich und England Dampfmaschinen zur Leistung von Arbeit eingesetzt.
Heron widmete sich in Belopoeika auch der Entwicklung von Waffentechnik, unter anderem beschreibt er den Gastraphetes und Katapulte. Der Entwurf eines Katapultes für mehrere Pfeile in Cheirobalistra kann als Vorläufer des Maschinengewehrs betrachtet werden. Jedoch ist die Zuschreibung dieses Werkes zu Heron nicht gesichert. Cheirobalistra ist nur fragmentarisch enthalten  und wahrscheinlich Teil eines Lexikons über Katapulte.

## Zur Datierung („Heronische Frage“)
Herons Lebensdaten sind noch nicht sicher bekannt. Gemäß den Quellen muss er nach Archimedes (den Heron zitiert), aber vor Pappos gelebt haben, der aus der Mechanik von Heron zitiert, d. h. vage zwischen 200 v. Chr. und 300 n. Chr. Eine genauere Einordnung durch Otto Neugebauer hat 1938 gezeigt, dass Heron wahrscheinlich im 1. Jahrhundert n. Chr. lebte. Denn in seinem Werk Dioptra wird eine Mondfinsternis erwähnt, die zehn Tage vor dem Frühlingsäquinoktium gesehen worden sei. Seine Angabe, dass sie in Alexandria in der 5. (Nacht-)Stunde auftrat, führt für den Zeitrahmen 200 v. Chr. bis 300 n. Chr. eindeutig zur Mondfinsternis vom 13. März 62 (julianisch).
Neuerdings wurde von Nathan Sidoli und anderen diese Datierung Neugebauers bezweifelt. Neugebauer wäre zu ungenau mit den Angaben bei Heron umgegangen, man könne somit auch andere Mondfinsternisse zur Datierung heranziehen. Es scheint aber, dass Sidoli bei seiner Berechnung für das Frühlingsäquinoktium und die Mondfinsternis einmal nach dem gregorianischen und dann nach dem julianischen Kalender gerechnet habe. Somit bliebe die Datierung Neugebauers weiterhin in Kraft.

## Abbildungen in Handschriften

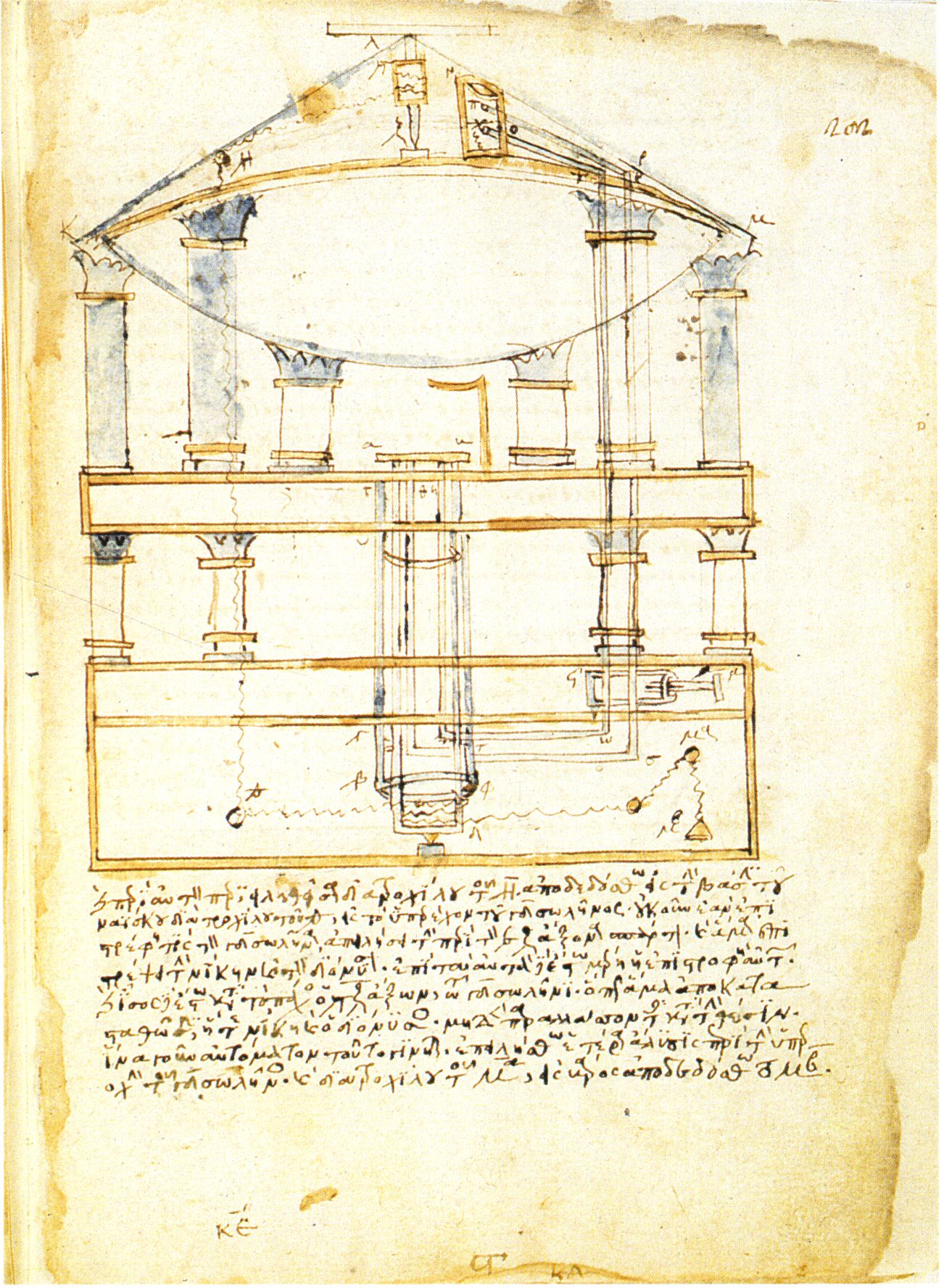
Heron von Alexandria, Automata 13: Skizze eines Automaten, einer Wein und Milch spendenden Bacchus-Figur in einem Tempelchen. Die Figur ist durch unsichtbare Röhrchen mit versteckten Wein- und Milchbehältern verbunden, die durch die Öffnung von Ventilen Wein und Milch in den Thyrsosstab fließen lassen. Die Zeichnung zeigt die Gefäßkammern, Leitungen und Ventile. Venedig, Biblioteca Nazionale Marciana, Gr. 516, fol. 202r (frühes 14. Jahrhundert)
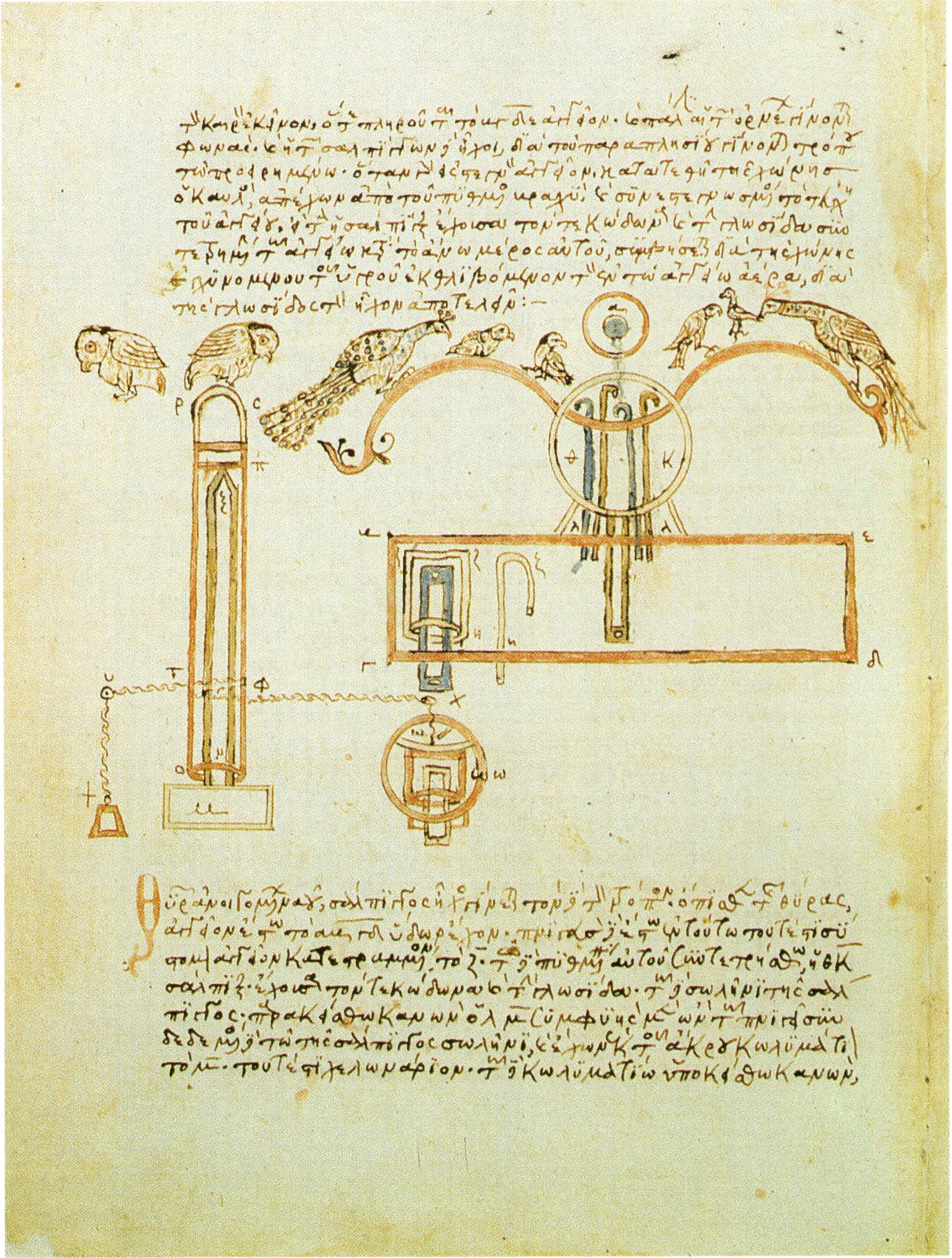
Heron von Alexandria, Pneumatica 1,16: Technische Zeichnung eines hydraulischen Apparates der singenden künstlichen Vögel in der Handschrift Venedig, Biblioteca Nazionale Marciana, Gr. 516, fol. 172v (frühes 14. Jahrhundert)
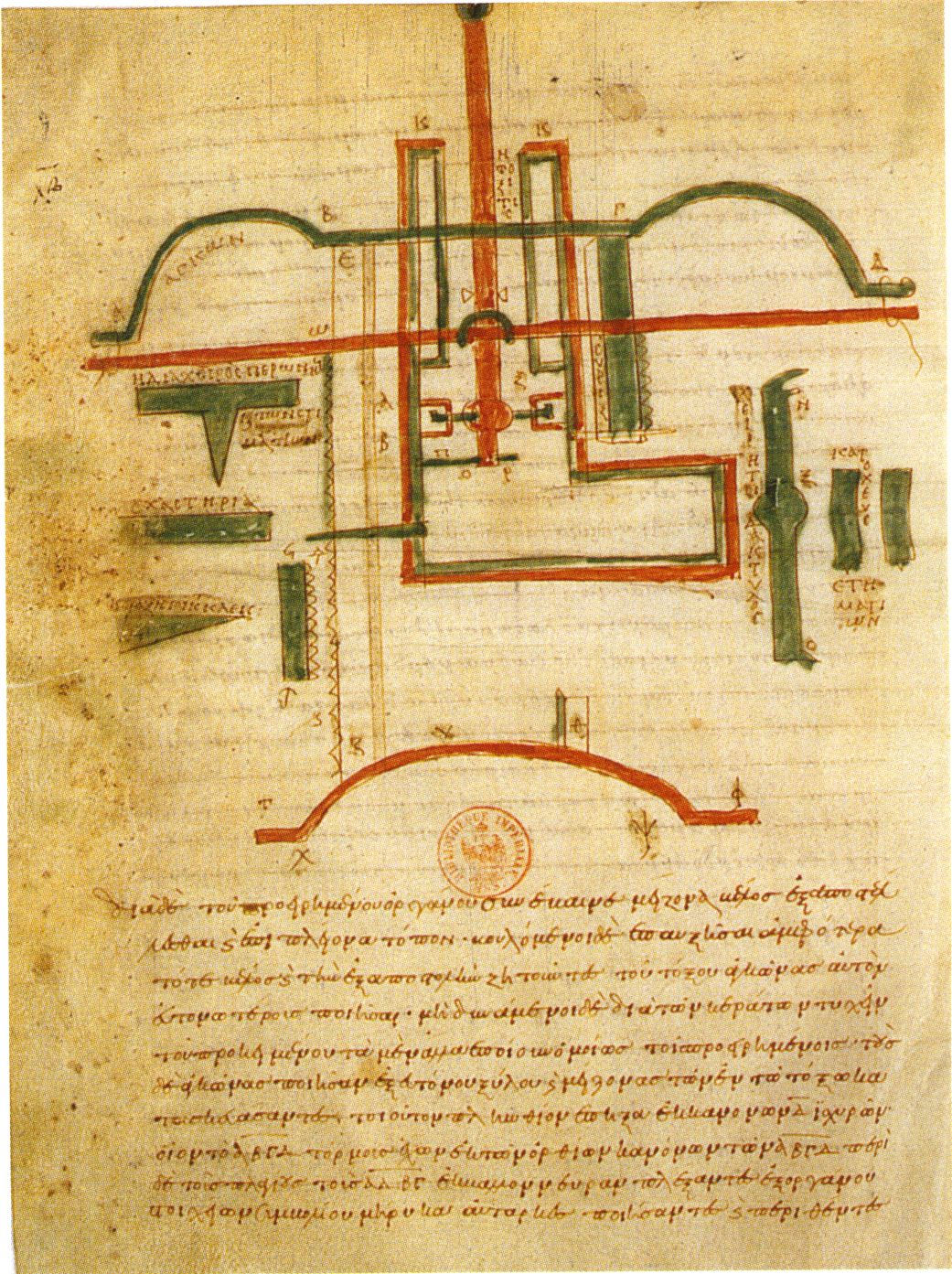
Heron von Alexandria, Belopoiika 5: Konstruktionszeichnung eines kleineren Geschützes in der Handschrift Paris, Bibliothèque Nationale, Suppl. graec. 607, fol. 47v (11. Jahrhundert)
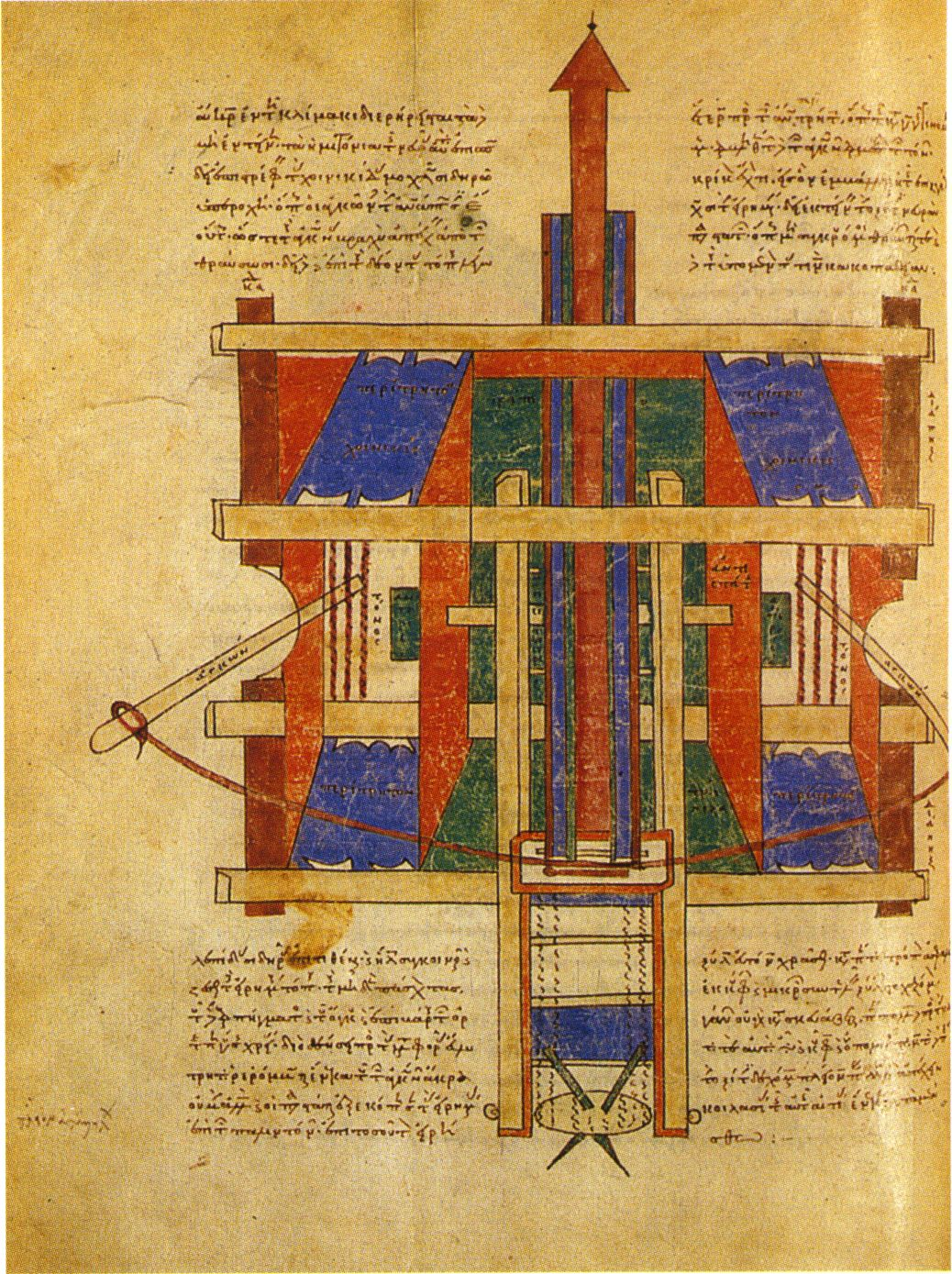
Heron von Alexandria, Belopoiika 23: Konstruktionszeichnung eines großen Geschützes in der Handschrift Paris, Bibliothèque Nationale, Graec. 2442, fol. 76v (11./12. Jahrhundert)

## Rezeption
Nach Heron von Alexandria ist der Mondkrater Heron benannt.

## Schriften
- Heronis Alexandrini Opera quae supersunt omnia, Teubner, griechisch/deutsch, 5 Bände, 1899–1914 (enthält alle Schriften außer Belopoiica)
  - Band 1 Pneumatica et automata, 1899 (Online)
  - Band 2 Mechanica et Catoptrica, 1900
  - Band 3 Rationes dimetiendi et comentatio dioptrica 1903
  - Band 4 Heronis definitiones cum variis collectionibus 1912
  - Band 5 Heronis quae feruntur stereometrica et de mensuris 1914
- H. Diels, E. Schramm (Hrsg.): Heron’s Belopoiica Griechisch und Deutsch. Abh. Preuß. Akad. Wiss., Phil.-Hist. Klasse, Nr. 2, 1918